# Kontribuční sýpka v Ruzyni
Kontribuční sýpka v Ruzyni v Praze stojí v ulici Kralupská východně od historického jádra obce. Je chráněna jako nemovitá kulturní památka České republiky.

## Historie
Sýpka pochází pravděpodobně z 1. třetiny 19. století.

## Popis
Dvoupatrový objekt sýpky postavený na obdélném půdorysu má prostou fasádu a polovalbovou střechu. Lichoběžníkový plochý štít má malé okénko. Průčelí na severní a jižní straně je pětiosé s ležatými obdélnými okénky v prvním a druhém patře, boční průčelí jsou dvouosá. Okenní otvory a vstupy v přízemí jsou větší.